# Atletiek Vereniging Toekomst
Intercommunale Atletiek Vereniging Toekomst (AV Toekomst of AVT) is een Belgische atletiekclub in Limburg, opgericht in 1969 en aangesloten bij de VAL.
De club heeft negen kernen: Beringen, Hasselt, Hechtel, Heusden, Houthalen, Maaseik, Maasmechelen, Oudsbergen en Peer.
AV Toekomst is Belgisch recordhouder bij de mannen op de 4 x 800 m voor clubs met 7.21,9 (HT) gelopen op 29 mei 1985 in Neerpelt en op de 4 x 1500 m voor clubs met 15.12,4 (HT) gelopen op 4 augustus 1982 in Hechtel.

## Palmares Belgische interclubkampioenschappen
AV Toekomst heeft vele successen behaald op de Belgische interclubkampioenschappen. In 2010 kwamen zowel de vrouwen als de mannen uit in de tweede afdeling (ere-afdeling VAL).
|         | jaar                                                       |
| ------- | ---------------------------------------------------------- |
| Vrouwen | 1984, 1985, 1986, 1987, 1988, 1989, 1990, 1991, 1992, 2002 |
| Mannen  | 1986, 1987, 1988, 1989, 1990, 1991                         |

## Wedstrijden
AV Toekomst organiseert elk jaar de Nacht van de Atletiek in Heusden-Zolder, de tweede belangrijkste atletiekwedstrijd in België na de Memorial Van Damme.

## Bekende (ex-)atleten
- Eddy Annys
- Kurt Boffel
- Hugo Ciroux
- Ivo Claes
- Marc Corstjens
- Alain Cuypers
- Eddy Hellebuyck
- Jos Maes
- Erik Nys
- Marleen Renders
- Rani Rosius
- Lieve Slegers
- Chris Soetewey
- Sandra Stals
- Patrick Stevens
- Sandra Swennen
- Ruddy Walem
- Rosine Wallez